# 6e étape du Tour de France 2008
Pour un article plus général, voir Tour de France 2008.
La 6e étape du Tour de France 2008 s'est déroulée le 10 juillet. Le parcours de 195,5 kilomètres reliait Aigurande à Super-Besse.

## Profil de l'étape
Cette étape de 195,5 kilomètres est la première étape de moyenne montagne du Tour. Le départ est donné à Aigurande, dans l'Indre. Les coureurs pénètrent ensuite dans le département de la Creuse où se trouvent les deux côtes de Bellegarde-en-Marche et de Crocq, toutes deux en 4e catégorie. Le passage dans le Puy-de-Dôme s'effectue à Fernoël. Le col de la Croix-Morand, à 1 401 mètres au 158e kilomètre, est la première côte de 2e catégorie du Tour. Après la descente vers Murol et Saint-Diéry, les coureurs abordent l'ascension finale vers Super-Besse (2e catégorie). Cette côte est composée d'une première partie de 7,4 kilomètres présentant une pente moyenne de 5,7 %, suivie d'un replat d'environ deux kilomètres puis des 1500 derniers mètres à 10 %.
Les deux premiers sprints intermédiaires sont situés en début d'étape, à Châtelus-Malvaleix (km 23,5) et Cressat (km 44,5). Le troisième est au pied du col de la Croix-Morand, à La Bourboule (km 144).

## La course
176 coureurs prennent le départ à Aigurande. Le Français Aurélien Passeron (Saunier Duval-Scott) s'est retiré, souffrant d'une vertèbre fracturée après avoir heurté une spectatrice la veille.
Trois hommes se détachent en tête de la course au km 6 : Sylvain Chavanel (Cofidis), auteur de l'attaque, Benoît Vaugrenard (La Française des jeux) et Freddy Bichot (Agritubel). John-Lee Augustyn (Barloworld), Danny Pate (Slipstream Chipotle) et Stéphane Goubert (AG2R La Mondiale) échouent dans leur tentative de jonction. L'écart avec le peloton augmente progressivement jusqu'au km 95, où il dépasse les 5 minutes. Le peloton revient alors petit à petit sur les fuyards.
Passé en tête des deux premières côtes, Sylvain Chavanel est également premier au col de la Croix-Morand, devant Bichot. Vaugrenard a lâché prise dans l'ascension. Malgré une attaque de Rémi Pauriol (Crédit agricole), le peloton est groupé en passant la ligne, devancé par le porteur du maillot à pois Thomas Voeckler.
Dans la descente, alors que le peloton emmené par les Caisse d'Épargne a réduit l'écart à une trentaine de secondes, Chavanel se relève. Bichot poursuit seul en tête jusqu'au km 181, peu avant la montée finale.
Après plusieurs attaques infructueuses de Laurent Lefèvre, Amaël Moinard, Christophe Le Mével, David Moncoutié et Vladimir Efimkin, Leonardo Piepoli et Christian Vande Velde s'isolent en tête à cinq kilomètres de l'arrivée mais sont repris peu avant la flamme rouge, au début de la rampe finale.
Un peloton réduit à une trentaine de coureurs aborde le dernier kilomètre. Répondant à une accélération de Fränk Schleck, Riccardo Riccò attaque à 300 mètres de l'arrivée et distance Alejandro Valverde et Cadel Evans sur la ligne d'arrivée. Kim Kirchen, 5e, prend le maillot jaune à Stefan Schumacher en raison d'une chute de ce dernier à quelques centaines de mètres de la ligne. Il retrouve également le maillot vert laissé la veille à Thor Hushovd.
Sylvain Chavanel, à égalité avec Thomas Voeckler au classement de la montagne, s'empare du maillot à pois grâce à son passage en tête au col de la Croix-Morand. Thomas Lövkvist reste le meilleur jeune et Garmin-Chipotle la meilleure équipe.
À noter que le vainqueur de l'étape, l'Italien Riccardo Riccò, contrôlé positif à l'EPO, est écarté du Tour à l'annonce de la révélation du contrôle positif le 17 juillet 2008.

## Sprints intermédiaires
| Premier   | Sylvain Chavanel  | 6 pts. |
| Deuxième  | Benoît Vaugrenard | 4 pts. |
| Troisième | Freddy Bichot     | 2 pts. |

| Premier   | Freddy Bichot     | 6 pts. |
| Deuxième  | Benoît Vaugrenard | 4 pts. |
| Troisième | Sylvain Chavanel  | 2 pts. |

| - 3. Sprint intermédiaire de La Bourboule (kilomètre 144) \| Premier \| Benoît Vaugrenard \| 6 pts. \| \| Deuxième \| Freddy Bichot \| 4 pts. \| \| Troisième \| Sylvain Chavanel \| 2 pts. \| |                   |        |
| Premier | Benoît Vaugrenard | 6 pts. |
| Deuxième | Freddy Bichot     | 4 pts. |
| Troisième | Sylvain Chavanel  | 2 pts. |

## Côtes
| Premier   | Sylvain Chavanel  | 3 pts. |
| Deuxième  | Benoît Vaugrenard | 2 pts. |
| Troisième | Freddy Bichot     | 1 pts. |

| Premier   | Sylvain Chavanel  | 3 pts. |
| Deuxième  | Freddy Bichot     | 2 pts. |
| Troisième | Benoît Vaugrenard | 1 pts. |

| Premier   | Sylvain Chavanel  | 10 pts. |
| Deuxième  | Freddy Bichot     | 9 pts.  |
| Troisième | Thomas Voeckler   | 8 pts.  |
| Quatrième | Sandy Casar       | 7 pts.  |
| Cinquième | Gorka Verdugo     | 6 pts.  |
| Sixième   | Luis León Sánchez | 5 pts.  |

| Premier   | Riccardo Riccò     | 20 pts. |
| Deuxième  | Alejandro Valverde | 18 pts. |
| Troisième | Cadel Evans        | 16 pts. |
| Quatrième | Fränk Schleck      | 14 pts. |
| Cinquième | Kim Kirchen        | 12 pts. |
| Sixième   | Roman Kreuziger    | 10 pts. |

## Classement de l'étape
| Classement de la 6e étape | Classement de la 6e étape | Classement de la 6e étape | Classement de la 6e étape | Classement de la 6e étape |
|                           | Coureur                   | Pays                      | Équipe                    | Temps                     |
| ------------------------- | ------------------------- | ------------------------- | ------------------------- | ------------------------- |
| 1er                       | Riccardo Riccò            | ITA                       | Saunier Duval-Scott       | en 4 h 57 min 52 s        |
| 2e                        | Alejandro Valverde        | ESP                       | Caisse d'Épargne          | + 01 s                    |
| 3e                        | Cadel Evans               | AUS                       | Silence-Lotto             | + 01 s                    |
| 4e                        | Fränk Schleck             | LUX                       | Team CSC Saxo Bank        | + 04 s                    |
| 5e                        | Kim Kirchen               | LUX                       | Team Columbia             | + 04 s                    |
| 6e                        | Roman Kreuziger           | CZE                       | Liquigas                  | + 07 s                    |
| 7e                        | Moisés Dueñas             | ESP                       | Barloworld                | + 07 s                    |
| 8e                        | Carlos Sastre             | ESP                       | Team CSC Saxo Bank        | + 07 s                    |
| 9e                        | Denis Menchov             | RUS                       | Rabobank                  | + 07 s                    |
| 10e                       | Leonardo Piepoli          | ITA                       | Saunier Duval-Scott       | + 07 s                    |
| modifier                  |                           |                           |                           |                           |

## Classement général
| Classement général | Classement général    | Classement général | Classement général | Classement général  |
|                    | Coureur               | Pays               | Équipe             | Temps               |
| ------------------ | --------------------- | ------------------ | ------------------ | ------------------- |
| 1er                | Kim Kirchen           | LUX                | Team Columbia      | en 24 h 30 min 41 s |
| 2e                 | Cadel Evans           | AUS                | Silence-Lotto      | + 06 s              |
| 3e                 | Stefan Schumacher     | GER                | Gerolsteiner       | + 16 s              |
| 4e                 | Christian Vande Velde | USA                | Garmin-Chipotle    | + 44 s              |
| 5e                 | David Millar          | GBR                | Garmin-Chipotle    | + 47 s              |
| 6e                 | Thomas Lövkvist       | SWE                | Team Columbia      | + 54 s              |
| 7e                 | Denis Menchov         | RUS                | Rabobank           | + 1 min 03 s        |
| 8e                 | Alejandro Valverde    | ESP                | Caisse d'Épargne   | + 1 min 12 s        |
| 9e                 | Stijn Devolder        | BEL                | Quick Step         | + 1 min 21 s        |
| 10e                | Óscar Pereiro         | ESP                | Caisse d'Épargne   | + 1 min 21 s        |
| modifier           |                       |                    |                    |                     |

## Classements annexes

### Classement par points
| Classement par points | Classement par points | Classement par points | Classement par points | Classement par points |
| --------------------- | --------------------- | --------------------- | --------------------- | --------------------- |
|                       | Coureur               | Pays                  | Équipe                | Point(s)              |
| 1er                   | Kim Kirchen           | LUX                   | Team Columbia         | 97 points             |
| 2e                    | Thor Hushovd          | NOR                   | Crédit agricole       | 88 pts                |
| 3e                    | Óscar Freire          | ESP                   | Rabobank              | 85 pts                |
| modifier              |                       |                       |                       |                       |

### Classement de la montagne
| Classement du meilleur grimpeur | Classement du meilleur grimpeur | Classement du meilleur grimpeur | Classement du meilleur grimpeur | Classement du meilleur grimpeur |
| ------------------------------- | ------------------------------- | ------------------------------- | ------------------------------- | ------------------------------- |
|                                 | Coureur                         | Pays                            | Équipe                          | Point(s)                        |
| 1er                             | Sylvain Chavanel                | FRA                             | Cofidis                         | 27 points                       |
| 2e                              | Thomas Voeckler                 | FRA                             | Bouygues Telecom                | 27 pts                          |
| 3e                              | Riccardo Riccò                  | ITA                             | Saunier Duval-Scott             | 20 pts                          |
| modifier                        |                                 |                                 |                                 |                                 |

### Classement du meilleur jeune
| Classement général du meilleur jeune | Classement général du meilleur jeune | Classement général du meilleur jeune | Classement général du meilleur jeune | Classement général du meilleur jeune |
|                                      | Coureur                              | Pays                                 | Équipe                               | Temps                                |
| ------------------------------------ | ------------------------------------ | ------------------------------------ | ------------------------------------ | ------------------------------------ |
| 1er                                  | Thomas Lövkvist                      | SWE                                  | Team Columbia                        | en 24 h 31 min 35 s                  |
| 2e                                   | Maxime Monfort                       | BEL                                  | Cofidis                              | + 46 s                               |
| 3e                                   | Andy Schleck                         | LUX                                  | Team CSC Saxo Bank                   | + 1 min 04 s                         |
| modifier                             |                                      |                                      |                                      |                                      |

### Classement par équipes
| Classement par équipes | Classement par équipes | Classement par équipes | Classement par équipes |
|                        | Équipe                 | Pays                   | Temps                  |
| ---------------------- | ---------------------- | ---------------------- | ---------------------- |
| 1re                    | Garmin-Chipotle        | États-Unis             | en 73 h 34 min 10 s    |
| 2e                     | Team CSC Saxo Bank     | Danemark               | + 19 s                 |
| 3e                     | Team Columbia          | États-Unis             | + 20 s                 |
| modifier               |                        |                        |                        |

### Combativité
Sylvain Chavanel (Cofidis)

## Abandon
Aurélien Passeron, non partant (Saunier Duval-Scott)